# 헌병총사령부
헌병총사령부(憲兵總司令部)는 1948년부터 1960년까지 있었던 대한민국 육군, 그리고 대한민국 국군의 헌병 최고사령부였다.

## 역사
1948년 3월 11일, 군기사령부가 창설되었다.
1949년 6월 20일, 육군본부 헌병감실을 부대로 재편성함에 따라 헌병사령부로 창설되었다.
6.25 전쟁 말기인 1953년 3월 22일(혹은 3월 24일)에 초대 대통령 이승만의 지시에 따라 다른 군의 헌병기능을 통합하여 연합참모본부의 지휘감독을 받는 국직부대로 전환되었다. 2개 대대로 편성되었다.
1960년 4.19 혁명으로 이승만 초대 대통령이 하야하고, 그 영향으로 일본 제국 육군의 헌병령을 고스란히 이은 헌병령이 군의 통수권에 정치적으로 악영향을 끼치는 문제를 발견하여 각 군종별 참모본부로 넘기면서 헌병총사령부는 1960년 10월 9일에 해체되었다. 대신 다음날, 10월 10일에 헌병총사령부의 수사 기능을 분리하여 국방부 직할 조사대를 창설하였다. 원용덕 헌병총사령관은 연합참모본부 고문으로 좌천되었다.

## 조직
- 포로경비사령부; 1950년 ~ 1953년
- 대전포로수용소/제100포로수용소; 1950년 7월 8일 ~ 7월 24일, 유엔사령부로 넘겨짐
- 부산포로수용소; 1949년 11월 1일 ~ 1953년
- 군사경찰학교; 1949년 1월 16일, 헌병학교(서울 용산)

## 지휘관
| #    | 계급 | 성명           | 취임일           | 이임일           | 비고 |
| ---- | ---- | -------------- | ---------------- | ---------------- | ---- |
| 초대 | 소령 | 최석(崔錫)     | 1948년 3월 11일  | 1948년 11월 25일 |      |
| 2대  | 대령 | 신상철(申尙澈) | 1948년 11월 25일 | 1949년 1월 5일   |      |

| #    | 계급 | 성명           | 취임일           | 이임일           | 비고 |
| ---- | ---- | -------------- | ---------------- | ---------------- | ---- |
| 초대 | 대령 | 신상철(申尙澈) | 1948년 11월 25일 | 1949년 1월 5일   |      |
| 2대  | 대령 | 장홍           | 1949년 1월 5일   | 1949년 6월 27일  |      |
| 3대  | 대령 | 전봉덕(田鳳德) | 1949년 6월 27일  | 1949년 11월 27일 |      |
| 4대  | 대령 | 최영희(崔榮喜) | 1949년 11월 27일 | 1950년 4월 18일  |      |
| 5대  | 대령 | 송요찬(宋堯讚) | 1950년 4월 18일  | 1950년 9월 1일   |      |
| 6대  | 준장 | 장창국(張昌國) | 1950년 9월 1일   | 1951년 1월 14일  |      |
| 7대  | 준장 | 최경록(崔慶祿) | 1951년 1월 14일  | 1952년 1월 20일  |      |
| 8대  | 대령 | 심언봉(沈彦俸) | 1952년 1월 20일  | 1952년 9월 10일  |      |
| 10대 | 소장 | 석주암(石主岩) | 1952년 9월 10일  | 1953년 3월 23일  |      |

| #    | 계급 | 성명   | 취임일          | 이임일   | 비고 |
| ---- | ---- | ------ | --------------- | -------- | ---- |
| 초대 | 중장 | 원용덕 | 1953년 3월 24일 | 년 월 일 |      |

| #    | 군별          | 계급 | 성명   | 취임일       | 이임일          | 비고 |
| ---- | ------------- | ---- | ------ | ------------ | --------------- | ---- |
| 초대 | 대한민국 육군 | 중장 | 원용덕 | 1954년 월 일 | 1960년 10월 9일 |      |

## 계보
- 1948년 3월 11일, 군기사령부
- 1949년 6월 20일, 헌병사령부
- 1952년, 헌병사령부
- 1953년 3월 24일, 헌병총사령부

## 같이 보기
- 헌병 (일본군)

## 참고
1. ↑  “[6·25 전쟁, 1128일의 기억] 서울과 워싱턴의 갈등 (258) 한밤에 걸려온 전화”. 중앙일보. 2011년 1월 25일. 2023년 5월 18일에 확인함.